# Акатлан-де-Перес-Фигероа (муниципалитет)
Акатла́н-де-Пе́рес-Фигероа (исп. Acatlán de Pérez Figueroa) — муниципалитет в Мексике, штат Оахака, с административным центром в одноимённом городе. Численность населения, по данным переписи 2010 года, составила 44 885 человек.